# Ферміонне поле
У квантовій теорії поля ферміонне поле — це квантове поле, чиї кванти є ферміонами, тобто вони підкоряються статистиці Фермі-Дірака. Ферміонні поля підкоряються канонічним антикомутаційним відношенням, а не канонічним комутаційним відношенням бозонних полів.
Найвідомішим прикладом ферміонного поля є поле Дірака, яке описує ферміони зі спіном 1/2: електрони, протони, кварки тощо. Поле Дірака може бути описане як 4-компонентний спінор або як пара з 2-компонентних спінорів Вейля. Ферміони Майорани зі спіном 1/2, такі як гіпотетичний нейтраліно, можуть бути описані як залежний 4-компонентний Майоранів спінор або як одиничний 2-компонентний спінор Вейля. Невідомо, чи є нейтрино Майоранівським ферміоном чи Діраківським ферміоном; спостереження нейтрино-масового подвійного бета-розпаду експериментально вирішило б це питання.

## Основні властивості
Вільні (невзаємодіючі) ферміонні поля підкоряються канонічним антикомутаційним відношенням, тобто містять антикомутатори {a, b} = ab + ba, а не комутатори [a, b] = ab − ba, які притаманні бозонним полям або стандартній квантовій механіці. Ці відношення також справедливі для взаємодіючих ферміонних полів в картині взаємодії, де поля еволюціонують у часі, ніби вони вільні, а ефекти взаємодії закодовані в еволюції станів.
Саме ці антикомутаційні відношення призводять до виконання статистики Фермі-Дірака для квантів поля. Вони також призводять до виконання принципу виключення Паулі: два ферміонних частинки не можуть займати один і той самий стан одночасно.

## Поля Дірака
Визначним прикладом поля ферміонів із спіном 1/2 є поле Дірака (назване на честь Пола Дірака) та позначається як 𝜓(𝑥). Рівняння руху для вільної частинки із спіном 1/2 є рівнянням Дірака,
{\displaystyle \left(i\gamma ^{\mu }\partial _{\mu }-m\right)\psi (x)=0.\,}
де 𝛾𝜇 — гамма-матриці, а 𝑚 — маса. Найпростіші можливі розв'язки 𝜓(𝑥) для цього рівняння — це розв'язки плоскої хвилі, 𝑢(𝑝)𝑒^(-𝑖𝑝⋅𝑥) та 𝑣(𝑝)𝑒^(𝑖𝑝⋅𝑥). Ці розв'язки плоскої хвилі утворюють базис для Фур'є-компонент поля 𝜓(𝑥), що дозволяє загальний розклад хвильової функції на наступний спосіб:
{\displaystyle \psi _{\alpha }(x)=\int {\frac {d^{3}p}{(2\pi )^{3}}}{\frac {1}{\sqrt {2E_{p}}}}\sum _{s}\left(a_{\mathbf {p} }^{s}u_{\alpha }^{s}(p)e^{-ip\cdot x}+b_{\mathbf {p} }^{s\dagger }v_{\alpha }^{s}(p)e^{ip\cdot x}\right).\,}
𝑢 та 𝑣 — спінори, позначені за допомогою індексів спіну s та спінорних індексів 𝛼, 𝛼 ∈ {0, 1, 2, 3}. Для електрона, частинки із спіном 1/2, s = +1/2 або s = −1/2. Фактор енергії є наслідком маючого інваріантного щодо Лоренців об'єму інтегрування. У вторинному квантуванні 𝜓(𝑥) перетворюється на оператор, тому коефіцієнти її фур'є-модів також повинні бути операторами. Отже, 𝑎_𝑝𝑠 та 𝑏_𝑝𝑠† є операторами. Властивості цих операторів можуть бути визначені з властивостей поля. 𝜓(𝑥) та 𝜓(𝑦)† задовольняють антикомутаційні відношення:
{\displaystyle \left\{\psi _{\alpha }(\mathbf {x} ),\psi _{\beta }^{\dagger }(\mathbf {y} )\right\}=\delta ^{(3)}(\mathbf {x} -\mathbf {y} )\delta _{\alpha \beta }.}
Ми накладаємо відношення антикомутатора (на відміну від комутаційного співвідношення, яке ми накладаємо на бозонне поле), щоб зробити оператори сумісними з статистикою Фермі-Дірака. Підставивши розклади для {\displaystyle \psi (x)} і {\displaystyle \psi (y)}, можна обчислити антикомутаційні співвідношення для коефіцієнтів.
{\displaystyle \left\{a_{\mathbf {p} }^{r},a_{\mathbf {q} }^{s\dagger }\right\}=\left\{b_{\mathbf {p} }^{r},b_{\mathbf {q} }^{s\dagger }\right\}=(2\pi )^{3}\delta ^{3}(\mathbf {p} -\mathbf {q} )\delta ^{rs},\,}
У схожий спосіб, як для нерелятивістських операторів анігіляції та створення та їх комутаторів, ці алгебри приводять до фізичної інтерпретації, що {\displaystyle a_{\mathbf {p} }^{s\dagger }}створює ферміон з імпульсом p та спіном s, а{\displaystyle b_{\mathbf {q} }^{r\dagger }}створює антиферміон з імпульсом q та спіном r. Загальне поле {\displaystyle \psi (x)} тепер можна сприймати як зважену (енергетичним множником) сумування всіх можливих спінів та імпульсів для створення ферміонів та антиферміонів. Його спряжене поле,{\displaystyle {\overline {\psi }}\ {\stackrel {\mathrm {def} }{=}}\ \psi ^{\dagger }\gamma ^{0}}, є протилежним, зваженням на сумування всіх можливих спінів та імпульсів для анігілювання ферміонів та антиферміонів.
З розумінням режимів поля та визначенням спряженого поля можливо побудувати Лоренц-інваріантні величини для ферміонних полів. Найпростішою є величина {\displaystyle {\overline {\psi }}\psi \,} . Це пояснює причину вибору {\displaystyle {\overline {\psi }}=\psi ^{\dagger }\gamma ^{0}}. Це тому, що загальний Лоренц-перетвір на {\displaystyle \psi } не є унітарним, тому величина {\displaystyle \psi ^{\dagger }\psi } не буде інваріантною відносно таких перетворень, отже включення {\displaystyle \gamma ^{0}\,} служить для корекції цього. Інша можлива ненульова Лоренц-коваріантна величина, з урахуванням загальної кон'югації, що побудована з ферміонних полів — це {\displaystyle {\overline {\psi }}\gamma ^{\mu }\partial _{\mu }\psi } .
Оскільки лінійні комбінації цих величин також є Лоренц-інваріантними, це природньо призводить до щільності лагранжіана для поля Дірака через вимогу, щоб рівняння Ейлера-Лагранжа системи відновлювало рівняння Дірака.
{\displaystyle {\mathcal {L}}_{D}={\overline {\psi }}\left(i\gamma ^{\mu }\partial _{\mu }-m\right)\psi \,}
Такий вираз містить пригнічені індекси. Коли повернути їх, отримаємо повний вираз
{\displaystyle {\mathcal {L}}_{D}={\overline {\psi }}_{a}\left(i\gamma _{ab}^{\mu }\partial _{\mu }-m\mathbb {I} _{ab}\right)\psi _{b}\,}
Гамільтоніан (енергійна) щільність також може бути сконструйована, спочатку визначивши канонічний імпульс, спряжений з {\displaystyle \psi (x)}, який називається {\displaystyle \Pi (x):}
{\displaystyle \Pi \ {\overset {\mathrm {def} }{=}}\ {\frac {\partial {\mathcal {L}}_{D}}{\partial (\partial _{0}\psi )}}=i\psi ^{\dagger }\,.}
З таким визначенням {\displaystyle \Pi }, щільність гамільтоніану є:
{\displaystyle {\mathcal {H}}_{D}={\overline {\psi }}\left[-i{\vec {\gamma }}\cdot {\vec {\nabla }}+m\right]\psi \,,}
де {\displaystyle {\vec {\nabla }}} — стандартний градієнт просторовоподібних координат, а {\displaystyle {\vec {\gamma }}} вектор просторових {\displaystyle \gamma }-матриць. Дивно, що густиня гамільтоніана не залежить безпосередньо від часової похідної {\displaystyle \psi }, прямо, але цей вираз є правильним.
З допомогою виразу для {\displaystyle \psi (x)}, ми можемо побудувати пропагатор Фейнмана для ферміонного поля:
{\displaystyle D_{F}(x-y)=\left\langle 0\left|T(\psi (x){\overline {\psi }}(y))\right|0\right\rangle }
ми визначаємо впорядкований за часом добуток для ферміонів з мінусом через їх антикомутаційну природу.
{\displaystyle T\left[\psi (x){\overline {\psi }}(y)\right]\ {\overset {\text{def}}{=}}\ \theta \left(x^{0}-y^{0}\right)\psi (x){\overline {\psi }}(y)-\theta \left(y^{0}-x^{0}\right){\overline {\psi }}(y)\psi (x).}
Вставляючи наш розклад на площинні хвилі для ферміонного поля у вищезгадану формулу, отримуємо:
{\displaystyle D_{F}(x-y)=\int {\frac {d^{4}p}{(2\pi )^{4}}}{\frac {i({p\!\!\!/}+m)}{p^{2}-m^{2}+i\epsilon }}e^{-ip\cdot (x-y)}}
де ми використали слеш-нотацію Фейнмана. Цей результат має сенс, оскільки множник
{\displaystyle {\frac {i({p\!\!\!/}+m)}{p^{2}-m^{2}}}}
є просто оберненим оператором, що діє на {\displaystyle \psi (x)} в Діраковому рівнянні. Зауважте, що фейнманівський пропагатор для поля Клейна-Гордона має цю саму властивість. Оскільки всі розумні спостережувані (такі як енергія, заряд, кількість частинок тощо) будуються з парної кількості поля ферміонів, комутаційне співвідношення дорівнює нулю між будь-якими двома спостережуваними в точках простору-часу за межами світлового конуса. Як ми знаємо з елементарної квантової механіки, два одночасно комутуючих спостережуваних можна виміряти одночасно. Таким чином, ми правильно використали інваріантність Лоренца для поля Дірака і зберегли причинність.
Складніші теорії поля, які включають взаємодії (такі як теорія Юкави чи квантова електродинаміка), можна також аналізувати різними пертурбативними та непертурбативними методами.
Поля Дірака є важливою складовою Стандартної моделі.